# Éamon de Valera
Éamon de Valera (irski: Éamon de Bhailéara )(New York, 14. listopada 1882. – Dublin, 29. kolovoza 1975.), irski političar i državnik. 
Sudionik najvažnijih događaja u Irskoj 20. stoljeća. Rodio se u SAD-u, od oca Kubanca i majke Irkinje pod imenom George de Valero . Iako se govorilo da su mu roditelji bili vjenčani, u arhivima se nije uspjelo naći potvrde da su mu roditelji bili vjenčani, crkveno ili civilno.
Dolaskom u Irsku promijenio je ime u Éamon (irska inačica imena Edmund).
Tijekom Uskrsnog ustanka doživio je neku vrstu živčanog sloma, ali je to zatajeno. Za razliku od ostalih vođa, nije bio pogubljen jer je imao američko državljanstvo, a Britanci nisu željeli izgubiti potporu SAD-a u Prvom svjetskom ratu. Bio je član Sinn Feina, ali 1926. godine osniva novu stranku imenom Fianna Fail. Iako je bio glavni akter u sklapanju Anglo-irskog sporazuma, tijekom Irskog građanskog rata vodio je protivnike Sporazuma.
Bio je predsjednik irskog parlamenta, premijer od 1932. do 1959. a dužnost predsjednika obavljao je od 1959. pa sve do 1973. kada se u 91. godini povlači u političku mirovinu kao najstariji šef država u to vrijeme. Umire u 92. godini u staračkom domu.